# Peste di San Cristóbal de La Laguna del 1582

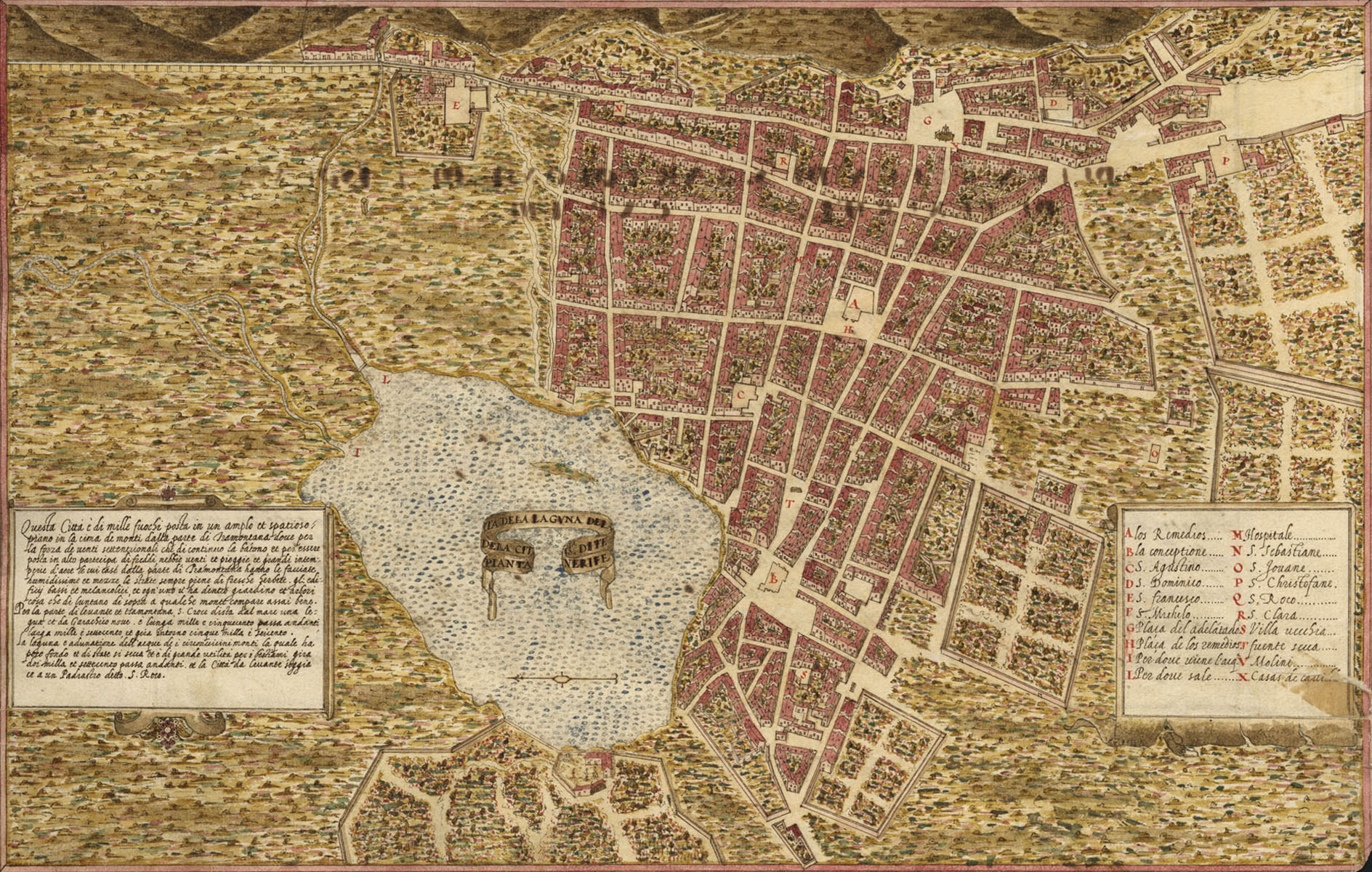
Piano di La Laguna realizzato dall'ingegnere Leonardo Torriani nel 1588, a soli sei anni dall'emergenza dell'epidemia.

La peste di San Cristóbal de La Laguna del 1582 fu uno scoppio di peste bubbonica che si verificò tra il 1582 e il 1583 sull'isola di Tenerife, nell'allora Impero spagnolo (l'attuale Spagna). Attualmente si ritiene che abbia provocato tra le 5 000 e le 9 000 morti su un'isola di meno di 20 000 abitanti in quel momento (tra il 25-45% circa della popolazione dell'isola). Questa epidemia è anche conosciuta come la peste di Landres.

## Contesto
Fu uno dei tanti nuovi focolai di peste nera che si verificarono in diversi luoghi dopo la grande epidemia che colpì l'Europa a metà del XIV secolo, in epoca medievale.
Fu la prima grande epidemia subita dalle Isole Canarie dopo la sua conquista nel XV secolo. I batteri che causarono la malattia arrivarono sull'isola trasportati in stendardi e arazzi infetti, portati dal governatore di Tenerife, Lázaro Moreno de León dalle Fiandre per la parrocchia di Nostra Signora dei Rimedi (l'attuale cattedrale di San Cristóbal de La Laguna) per la celebrazione del Corpus Domini del 1582.

## Sviluppo della malattia

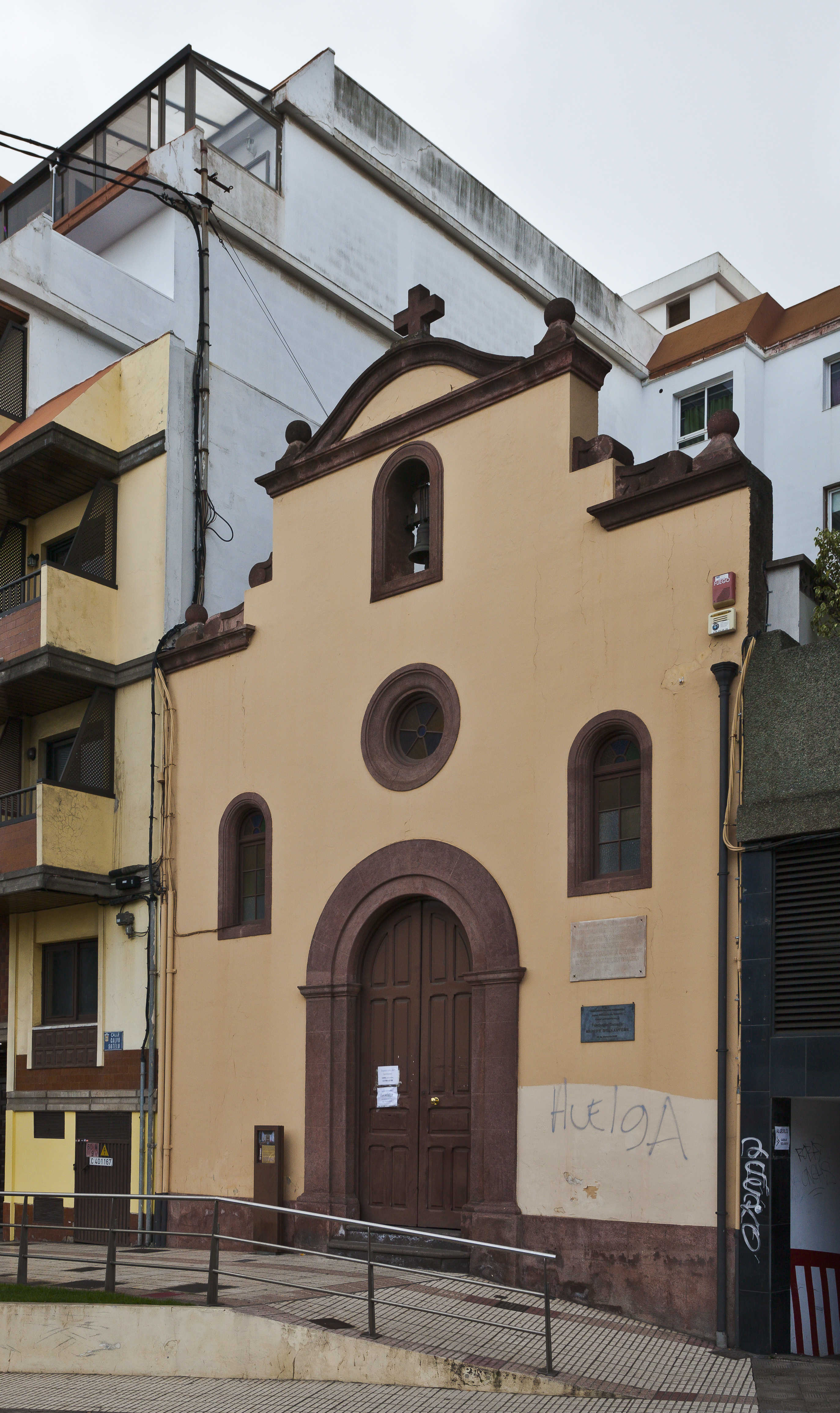
Eremo di San Cristoforo, patrono della città. Nei suoi dintorni si trovava uno degli ospizi per assistere alle puzzole.

Tradizionalmente si è creduto che la peste fosse arrivata nel porto di Santa Cruz de Tenerife nel maggio del 1582. Ma non è escluso che sarebbe arrivata poco prima del mese di maggio, poiché recenti indagini sono state in grado di tracciare la traccia del primo infetto documentato, Manuel de León, che ha concesso testamento il 23 aprile dello stesso anno presso l'ospedale di Dolori di San Cristóbal de La Laguna. In questo testamento si fa menzione dei bubbone, così caratteristici di questa malattia.
Secondo le cronache, le prime morti su larga scala avvennero lo stesso giorno del Corpus Domini, dopo la fine della processione religiosa. Quel primo giorno erano già state contate diverse migliaia di morti, poiché la malattia era particolarmente virulenta e aggressiva.
Le autorità ordinarono la sepoltura dei corpi nelle aree vicine alle chiese per evitare il contagio. Molte di queste sepolture furono eseguite sul sito dove in seguito costruì la parrocchia di San Giovanni Battista, che si trovava alla periferia della città. Proprio San Giovanni Battista sarebbe considerato in città il protettore contro la peste, perché era necessario attendere fino all'anno successivo in modo che non fosse registrata la morte per questa causa. Quel giorno era il 24 giugno, festa di questo santo.
Gli ospedali furono abilitati in diverse parti della città; l'ospedale di San Sebastiano (intorno all'attuale plaza del Cristo de La Laguna), le casas de Negrón (vicino alla citata eremo di San Giovanni) e nei dintorni dell'eremo di San Cristoforo, patrono della città. In questi ospizi furono contati fino a 450 pazienti, come accadde nel febbraio del 1583. Le diverse misure prese furono dal rogo dei vestiti delle persone colpite, alle processioni e ai rogativi e il trasferimento dell'immagine della vergine della Candelaria a La Laguna.
Nonostante abbia assunto una notevole battuta d'arresto demografica per la città, La Laguna ha continuato a essere il principale nucleo urbano dell'arcipelago, poiché nel lungo periodo il tasso di natalità è aumentato e vi è stato un grande flusso di immigrazione verso l'isola di Tenerife. Colpì le vicine città delle valli de Tabares, Tegueste, Tejina, Punta del Hidalgo e Tacoronte, sebbene con meno virulenza rispetto a San Cristóbal de La Laguna.
Nel settembre del 1583, la peste fu praticamente sradicata e si celebrarono celebrazioni civili e religiose in quella città. In quel periodo, i 
domenicani di La Laguna andarono dal re Filippo II per chiedere elemosine e risorse, poiché l'epidemia decimò i conventi. Ciò era dovuto al fatto che molti frati erano stati infettati dal contatto con i pazienti che avevano curato, e dall'altro che molte risorse conventuali venivano usate anche per prendersi cura del convalescente.

## Focolai successivi
Più tardi, nel 1602, ci fu un nuovo scoppio di peste bubbonica sull'isola. Questo iniziò a diffondersi nella città di Garachico, un importante porto commerciale dell'isola, causando numerosi decessi e successivamente estendendosi alle isole di Gran Canaria, Fuerteventura e Lanzarote.